# Большая волна в Канагаве
«Большая волна в Канагаве» (яп. 神奈川沖浪裏 Канагава-оки нами ура) — гравюра на дереве японского художника Кацусики Хокусая. Первое произведение из серии «Тридцать шесть видов Фудзи». Картина выполнена в стилистике укиё-э. Считается одним из самых знаменитых и самых популярных произведений японского изобразительного искусства за пределами самой Японии. Некоторые полагают, что на Западе эта гравюра известна лучше, чем любое другое произведение азиатского искусства в целом.
В центре сюжета, на переднем плане, изображена огромная волна, нависшая над тремя лодками; в центре заднего плана расположена гора Фудзияма. Действие происходит в заливе Йокогама. В техническом отношении «Большая волна» является образцом айдзури-э, написанных берлинской лазурью.
Композиция «Волны» — это гармоничное сочетание стиля традиционной японской гравюры и западной техники перспективы. Благодаря этому произведение обрело большой успех сначала в Японии, а потом в Европе, где она стала объектом вдохновения для многих творцов, например импрессионистов.

## История

### Гравюры укиё-э во времена Хокусая

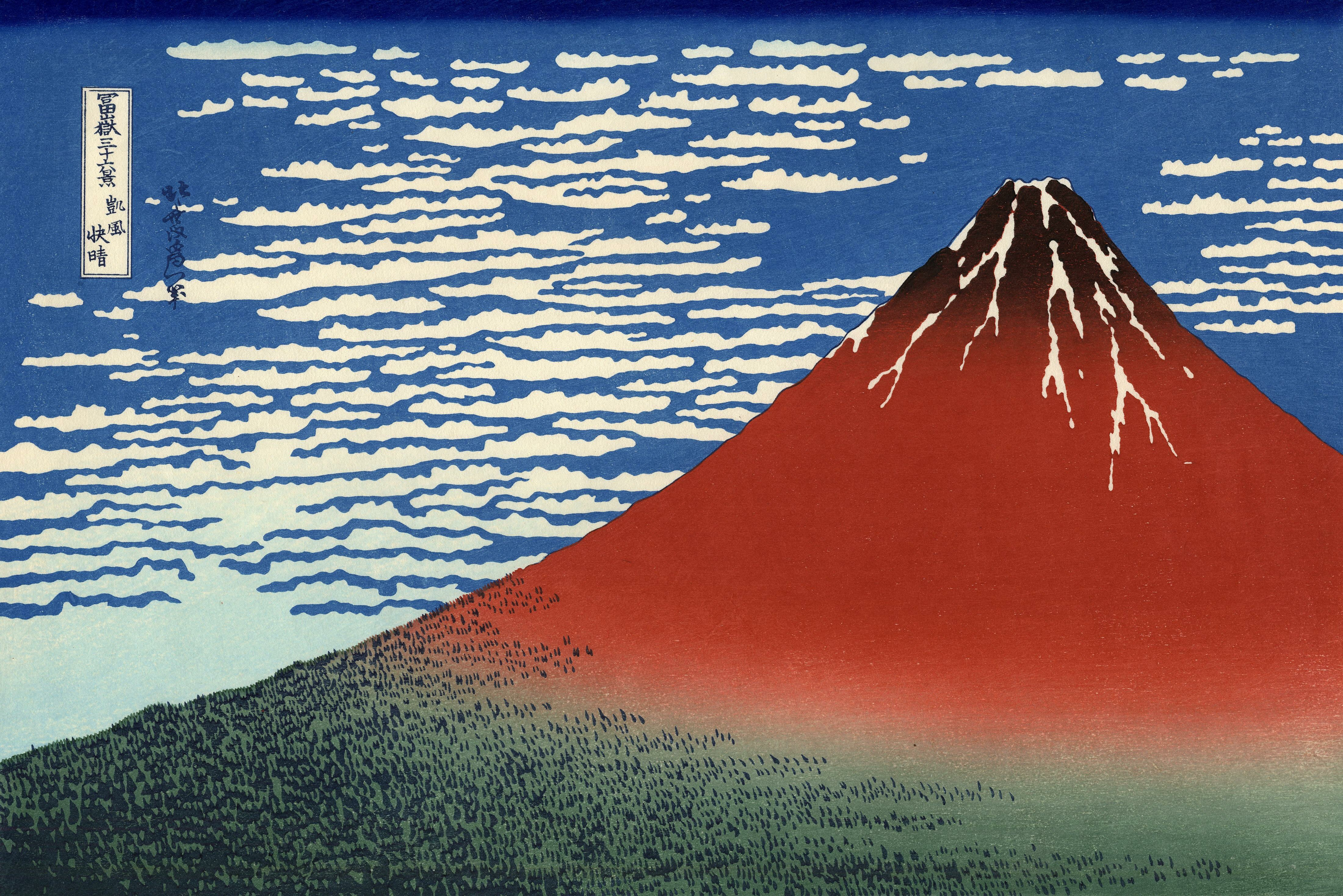
«Большая волна в Канагаве» входит в серию «Тридцать шесть видов Фудзи». Здесь изображена другая гравюра из серии под названием «Победный ветер. Ясный день» или «Красная Фудзи» (凱風快晴, гайфу касей)

Первые гравюры появились в Японии в XIII веке. В основном их тематика была религиозной, а уже после XVII века — светской, так как ксилография позволяет намного шире распространить произведение. Например, первый тираж
Распространение таких светских гравюр (укиё-э) сопровождало рождение нового социального класса — зажиточной городской буржуазии. Появился этот класс в эпоху Токугава благодаря тому, что одноимённой сёгунской династии удалось объединить страну и восстановить в ней мир. Городским богачам очень понравились приятные для глаз и не очень дорогие гравюры, на которых изображались их любимые темы: от гейш знаменитого квартала Ёсивара, до описанных в древних стихах красот Японии.
Серия, в которую входит «Волна», описывает природу и повседневную жизнь простых японцев, а потом отлично соответствует духу традиционных японских гравюр: «укиё-э» с японского переводится как «образы изменчивого мира». Но при этом серия и само произведение с эстетической точки зрения уникальны для тех времён. Это первые известные работы в жанре мэйсё-э, то есть изображения знаменитых мест. Фактически, Хокусаю, возможно, впервые удалось добиться действительно убедительного смешения укиё-э и западных гравюрных пейзажей.

### Появление гравюры в свет
«Большая волна в Канагаве» впервые была представлена публике в 1832 году, и является первой гравюрой из серии «Тридцать шесть видов Фудзи», а также самым известным произведением Кацусики Хокусая. Оттиски гравюры находятся в Метрополитен-музее в Нью-Йорке, Британском музее в Лондоне, и ещё одна в доме Клода Моне в Живерни, Франция.

## Сюжет
На гравюре изображена огромная волна, нависшая над тремя лодками близ префектуры Канагава. Лодки без груза направляются на юго-запад, так что можно предположить, что рыбаки возвращаются со столичных рынков в деревню. Морякам не повезло попасть в сильный шторм, возможно тайфун, так что им вряд ли удастся спастись.
Небольшие баржи типа осиокури-буне, показанные на гравюре, использовались во времена Хокусая, в основном, для ловли и перевозки рыбы. В действительности они были приблизительно 12 метров в длину, так что высота основной волны достигает примерно 14—16 метров.

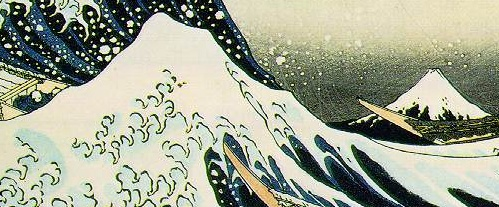
Маленькая волна на переднем плане повторяет силуэт горы Фудзи на заднем.

Гора Фудзи виднеется вдалеке и является фоном к основному действию на картине. Как и все остальные гравюры из этой серии, «Большая волна в Канагаве» представляет собой вид на гору Фудзи при определённых условиях. Главная вершина Японии видна сразу из нескольких провинций, что и обыграл Хокусай. На данной гравюре, например, она изображена со стороны Токийского залива. Эта гора на протяжении веков восхищала людей, сюда паломничали синтоисты и здесь пытались достичь просвещения буддисты. Её часто рассматривают как символ красоты в целом. Возможно поэтому и сейчас Фудзияма является одним из главных символов Страны восходящего солнца.
Волна бросает лодки, как спички. По мнению искусствоведов, несчастные моряки, цепляющиеся за борта хлипких лодок, пригодных только для прибрежного плавания, могут олицетворять всё человечество.

## Влияние

### Западного искусства на гравюру
Хокусай почерпнул от западного искусства как минимум 2 аспекта: перспективу — немного сдержанную, но всё равно достаточно реалистичную — и использование берлинской лазури, которая прибыла в Японию только в 1829 году.

#### Перспектива

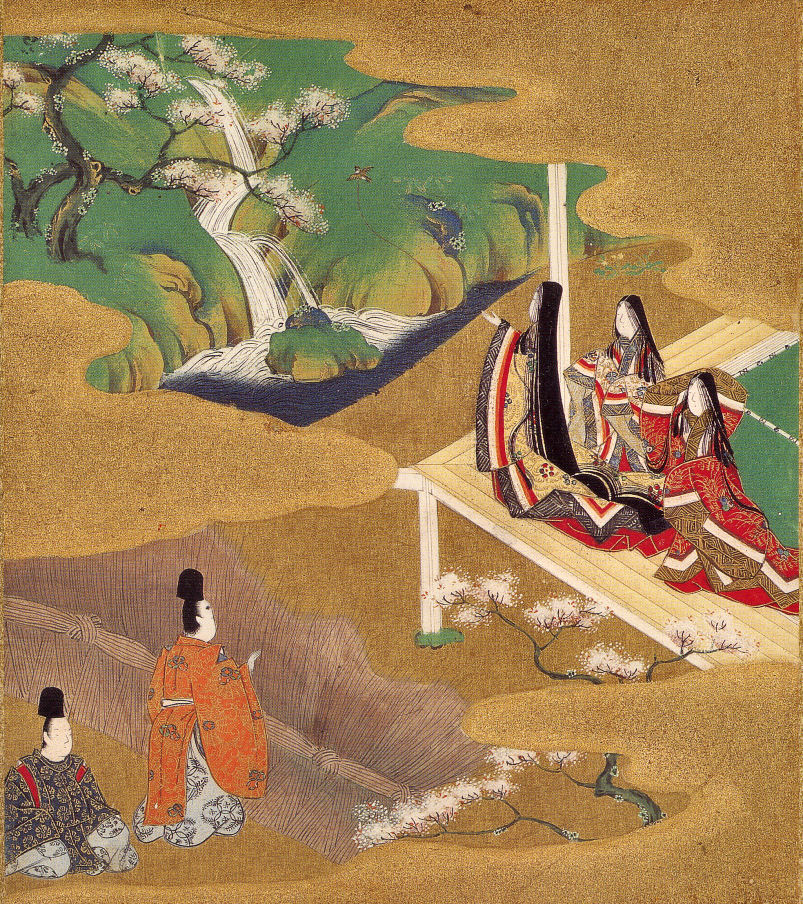
Традиционная японская перспектива.

Традиционной дальневосточной живописи не присуща знакомая нам по европейскому искусству перспектива. Как и в древнем Египте, размер персонажа или предмета зависит не от их положения, а от их важности для сюжета: персонажи могут быть изображены большими, ибо они важны для сюжета, а деревья и горы — маленькими, чтобы не отвлекать зрителя от важного.
Японцы узнали о перспективе из европейских медных гравюр (особенно голландских) в начале XVIII века, которые завозились в страну через порт Нагасаки — единственный открытый для иноземной торговли порт в эпоху Эдо. Первыми воспользовались новой техникой Окумура Масанобу и Утагава Тоёхару.
Несомненно, успех «Волны» на западе не был бы столь громким, если бы зрители не увидели знакомый им приём: в каком-то роде это западная картина, но в японской обработке.

### Гравюры на западное искусство

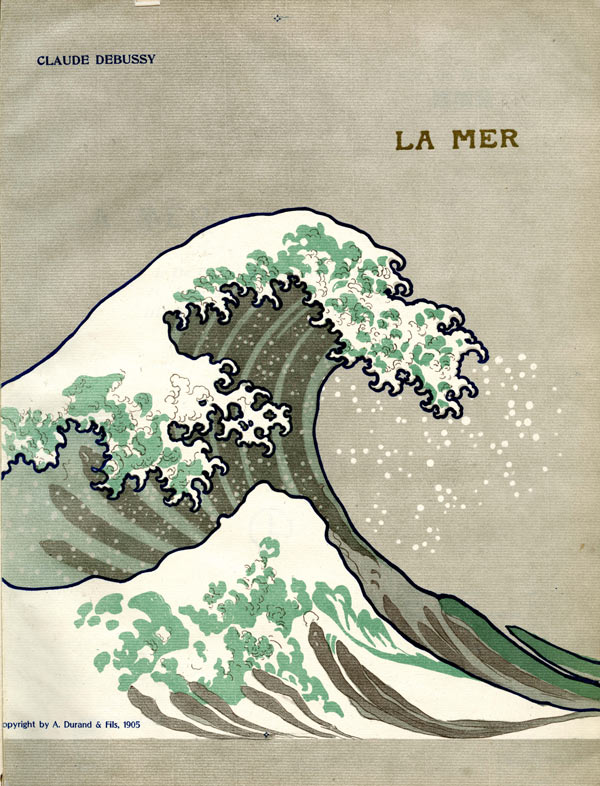
Оригинальная обложка «Моря» композитора Клода Дебюсси

Японское искусство прибыло в Европу в середине XVIII века. Видения дальневосточных художников были совершенно новыми, так как разрушали каноны европейской живописи. Началась мода на японизм. Одним из главных японских художников, повлиявшим на европейское искусство был автор «Волны», Хокусай.
«Тридцать шесть видов Фудзи», в частности, вдохновили многих западных художников. Гравюры этой серии найдены в коллекции многих великих творцов: Винсента ван Гога, Клода Моне, Эдгара Дега, Огюста Ренуара, Камиля Писсарро и других.
Не только художники, но и музыканты вдохновлялись одной из самых известных японских гравюр. Например, на обложке партитуры «Моря» Клода Дебюсси изображена частичная репродукция «Волны». Дебюсси также хранил экземпляр этой гравюры в своём рабочем кабинете.
Но наибольшее влияние работа Хокусая оказала на Анри Ривьера, аниматора кабаре «Чёрный кот», иллюстратора и гравера. В 1902 году он опубликовал серию литографий под названием «36 видов на Эйфелеву башню», а также гравюру «Волна, ударяющаяся о скалу и падающая аркой», на которой невооружённым взглядом можно заметить большое сходство с «Волной в Канагаве».

## Фильмография
- «Нависшая угроза», фильм Алена Жобера[фр.] из цикла «Палитры» (Франция, 1999).